# باشگاه فوتبال ساموت پراکان سیتی
باشگاه فوتبال ساموت پراکان سیتی (تایلندی: สโมสรฟุตบอลสมุทรปราการ ซิตี้) یک باشگاه فوتبال تایلندی مستقر در استان ساموت پراکان، تایلند است. در سال ۲۰۱۹ از پاتایا یونایتد تغییر نام داد، زیرا مالک باشگاه تصمیم به تغییر نام باشگاه گرفت و آن را به ساموت پراکان منتقل کرد.